# Recchia flaveola
Recchia flaveola là một loài bọ cánh cứng trong họ Cerambycidae.